# Mario Schönwälder

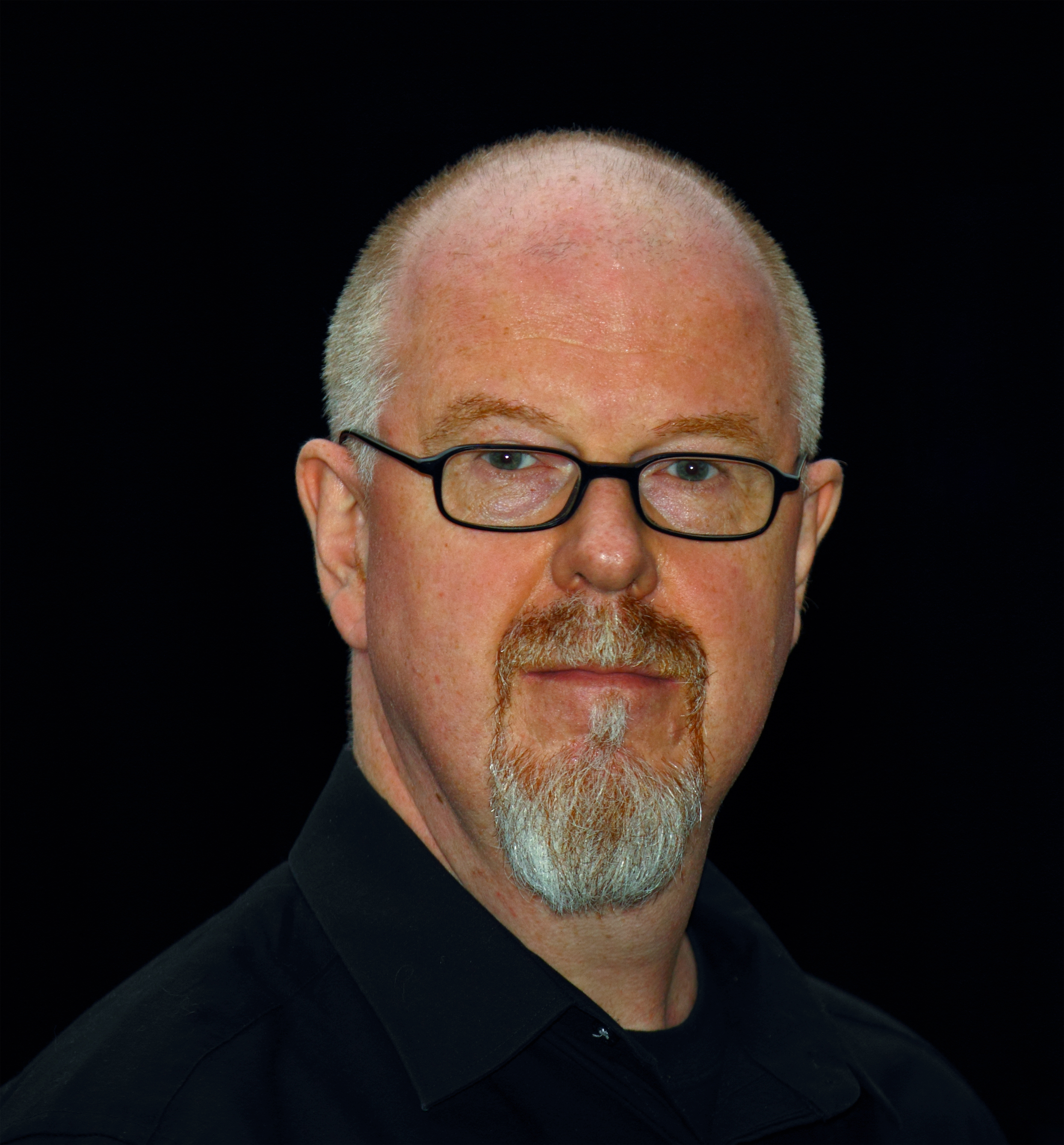
Mario Schönwälder

Mario Schönwälder (* 1960 in Berlin) ist ein deutscher Musiker (Stilrichtung Elektronische Musik), Produzent sowie Inhaber des Berliner Labels Manikin Records.

## Werk
Mario Schönwälders Kompositionen sind der so genannten Berliner Schule zuzurechnen. Daneben gilt sein Interesse  auch der Ambient Music. 
Nachdem er Mitte der achtziger Jahre bei Bernd Kistenmacher erstmals elektronische Musikinstrumente spielen konnte, hat Mario Schönwälder ein eigenes Studio eingerichtet. Neben einigen Veröffentlichungen als Solist hat er ab 1989 zahlreiche Aufnahmen mit anderen Künstlern wie Detlef Keller, Thomas Fanger, Bas Broekhuis, Frank Rothe und vielen anderen veröffentlicht.

## Diskografie
1. Solo-CDs
- The Eye of the Chameleon, 1989
- Hypnotic Beats, 1991
- Close by my Distance, 1992
- Solotrip, 1996
- Traum & Trauma, 2015
- Solotrip 2 (Nur als Download), 2016

2. Mit Detlef Keller („Keller & Schönwälder“)
- Loops & Beats (2CDs), 1996
- Sakrale Töne, 1997
- More Loops, 1998
- Concerts (2CDs), 1998
- The two piece Box, 1999
- The reason why … Live At Jodrell Bank, 2000
- The reason why … Part Two, 2001
- Noir, 2003
- Jodrell Bank 2001 (2CDs, nur als Download), 2005
- Long Distances, 2012
- Collectors Items (nur als Download), 2016

3. Mit Thomas Fanger („Fanger & Schönwälder“)
- Analog Overdose (feat. Lutz Ulbrich), 2002
- Analog Overdose 2 (2CDs), 2003
- Analog Overdose 3 – Live at Satzvey Castle (feat. Klaus „Cosmic“ Hoffmann-Hoock), 2003
- Analog Overdose – The Ricochet Dream Edition (2CDs), 2005
- Analog Overdose 0.9, 2006
- Analog Overdose 4 (CD/DVD), 2007
- Analog Overdose 4+, 2007
- Stromschlag, 2008
- Analog Overdose in the Applebaum Nebula (Story: Matt Howarth), 2008
- Elektrik Cowboys (with Rainbow Serpent), 2009
- Stromschlag, 2008
- Analog Overdose – The Road Movie (DVD), 2012
- Earshot (EP-CD)(feat. Klaus "Cosmic" Hoffmann-Hoock), 2013
- Mopho Me Babe Remixes (Limited Edition, EP-CD; feat. Klaus „Cosmic“ Hoffmann-Hoock), 2013
- Analog Overdose 5 (feat. Lutz Graf-Ulbrich; DVD-Version als Analog Overdose 5.1), 2014
- Analog Overdose – The Pool Concert (EP-CD), 2016
- Analog Overdose 6 (feat. Lutz Graf-Ulbrich), 2021

4. Mit Frank Rothe („Filter-Kaffee“)
- 100, 2016
- 101, 2011
- 102, 2015
- 103, 2017
- 10000 Lightyears (als RoSch), 2025

5. Mit Bas Broekhuis und Detlef Keller („Broekhuis, Keller & Schönwälder“)
- Drei, 2000
- Wolfsburg, 2002
- Musique des machines (Limited Edition), 2005
- The Hampshire Jam 2004 (Limited Edition), 2005
- Orange, 2007
- Blue, 2009
- Meditationen zum Gottesdienst (Limited Edition), 2010
- Red, 2012
- Level Four (Private Edition), 2012
- Église de Betzdorf (EP-CD), 2013
- Berlin - Culemborg (DVD), 2013
- Direction Green (EP-CD), 2014
- Green, 2015
- Lost Tapes & Forgotten Recordings (Nur als Download), 2016
- Red Live @ USA (EP-2CDs), 2017
- Yellow, 2017
- Live @ B-Wave (EP-CD), 2018
- Purple, 2019
- The Vlagtwedde Tapes, 2022

6. Mit anderen Musikern 
- Memories in Space (mit Bas Broekhuis & Dirk Jan Müller), 1993
- Spherical Bodies (mit Bas Broekhuis), 1993
- The Annazaal Tapes (mit Rainbow Serpent), 1999
- Project Inter.com (mit Bernd Braun, Bas Broekhuis & Detlef Keller), 2000
- The Liquid Session (mit Bas Broekhuis, Thomas Kagermann, Detlef Keller & Gerd Wienekamp), 2005
- Live @ Dorfkirche Repelen (Broekhuis, Keller & Schönwälder feat. Raughi Ebert & Thomas Kagermann), 2006
- Space Cowboys @ Jelenia Gora (mit Spyra & Bill Fox), 2007
- Live @ Dorfkirche Repelen 2 (Broekhuis, Keller & Schönwälder feat. Raughi Ebert & Thomas Kagermann; 2CDs), 2008
- Repelen 3 (Broekhuis, Keller & Schönwälder feat. Raughi Ebert & Thomas Kagermann), 2010
- In Repelen (DVD/CD)(Broekhuis, Keller & Schönwälder feat. Raughi Ebert, Eva & Thomas Kagermann), 2011
- Entspannung Pur - Pure Relaxation (mit Thomas Fanger & Detlef Keller; CD + DVD), 2013
- Repelen - The last Tango (Broekhuis, Keller & Schönwälder feat. Raughi Ebert & Thomas Kagermann), 2014
- The Repelen EP (EP-CD)(Broekhuis, Keller & Schönwälder feat. Raughi Ebert & Thomas Kagermann), 2016
- Repelen Revisited (Broekhuis, Keller & Schönwälder feat. Raughi Ebert & Thomas Kagermann), 2018